# Erythrocera crassinervis
Erythrocera crassinervis là một loài ruồi trong họ Tachinidae.